# En helt almindelig familie
En helt almindelig familie er en dansk film fra 2020 og den blev instrueret af Malou Reymann. Kaya Toft Loholt modtog Bodilprisen for bedste kvindelige hovedrolle for sin rolle som Emma. og Reymann Talentprisen i 2021.

## Medvirkende
- Mikkel Boe Følsgaard som Thomas / Agnete
- Kaya Toft Loholt som Emma
- Rigmor Ranthe som Caroline, søster
- Neel Rønholt som Helle, mor
- Kristian Halken som Morfar